# Eufemija (mjesec)
S/2003 J 3 je prirodni satelit planeta Jupiter iz grupe Ananke, otkriven 2003. godine. Retrogradni nepravilni satelit s oko 2 kilometra u promjeru i orbitalnim periodom od 561.518 dana.
S/2003 J3 je imenovan prema Eufemiji, praunuci Zeusa i sestri Philophrosyne, koja je duh pohvale i dobrih pretkazanja.